# Nil-Saint-Vincent
Nil-Saint-Vincent (wallon : Ni) est un hameau de la localité de Nil-Saint-Vincent-Saint-Martin de la commune belge de Walhain située en Région wallonne dans la province du Brabant wallon.
Le centre géographique de la Belgique se situe sur son territoire au lieu-dit « le Tiège ». Nil-Saint-Vincent est arrosée par le Nil, affluent de l'Orne,,.